# Sąd Najwyższy (Słowenia)
Sąd Najwyższy  (słoweń. Vrhovno sodišče Republike Slovenije, VSRS) – najwyższy organ władzy sądowniczej w Słowenii z siedzibą w Lublanie.

## Kompetencje
Do kompetencji Sądu Najwyższego należy rozpatrywanie spraw cywilnych, karnych, handlowych, administracyjnych, pracowniczych i społecznych. Jest on sądem III instancji, do którego należy rozpatrywanie zwyczajnych środków odwoławczych od orzeczeń sądów II instancji, jak i nadzwyczajnego środka odwoławczego od prawomocnych wyroków. Jest także sądem II instancji w sprawach administracyjnych, jak również I instancji do złożonych spraw administracyjnych. Rozpatruje także spory kompetencyjne pomiędzy sądami niższych instancji oraz podejmuje decyzję o przejęciu sprawy przez inny sąd.
Do pozostałych zadań Sądu Najwyższego należy nadzór nad jednolitym orzecznictwem sądowym, prowadzenie rejestru orzeczeń sądów Republiki Słowenii oraz wdrażanie orzeczenia sądów międzynarodowych. Sporządza także i publikuje coroczne sprawozdanie z działalności Sądu Najwyższego za miniony rok, w którym zawiera ocenę wykonywania władzy sądowniczej. Sąd Najwyższy jest również odpowiedzialny za sporządzanie i rozdysponowanie budżetu wszystkich sądów (z wyjątkiem Sądu Konstytucyjnego) .
Sędziowie Sądu Najwyższego powoływani są dodatkowo w skład Państwowej Komisji Wyborczej, na stanowisko przewodniczącego i jego zastępcy, Sądu Dyscyplinarnego II Instancji dla prokuratorów, na stanowisko przewodniczącego i jego zastępcy, Sądu Dyscyplinarnego dla adwokatów na stanowisko przewodniczącego i członka dla spraw w I instancji oraz na stanowisko przewodniczącego i wszystkich członków dla spraw prowadzonych w II instancji.

## Organizacja
Sędziów Sądu Najwyższego powołuje Zgromadzenie Państwowe na wniosek Rady Sądownictwa. Rada Sądownictwa określa też na wniosek ministra sprawiedliwości i zasięgnięciu opinii Prezesa Sądu Najwyższego liczbę sędziów SN, jak również liczbę sędziów delegowanych do Sądu Najwyższego. Sędziowie delegowani do Sądu Najwyższego z sądów niższych instancji wykonują obowiązki sędziowskie, z wyjątkiem prawa do udziału w rozstrzyganiu spraw podległych Sądowi Najwyższemu. Do głównych zadań sędziów delegowanych należy przedstawienie sprawozdań przed składem orzekającym, przygotowywanie decyzji sądowych, ekspertyz dotyczących kwestii prawnych i innych zadań wymagających kwalifikacji zawodowych sędziego. 
Sąd Najwyższy orzeka w składzie trzyosobowym, a w niektórych przypadkach pięcioosobowym. W prawach środków odwoławczych składy są pięcio- lub siedmioosobowe.  Składy orzekające ustalane są w ramach jednej izby, a w uzasadnionych przypadkach w składach mieszanych. Sąd Najwyższy w niektórych przypadkach podejmuje decyzje na sesji ogólnej.

### Prezes
Prezes Sądu Najwyższego (predsednik Vrhovnega sodišča) kieruje pracami Sądu Najwyższego. Wybierany jest przez Zgromadzenie Narodowe na wniosek ministra właściwego do spraw sprawiedliwości, zgodnego z wcześniejszymi opiniami Rady Sądownictwa i zgromadzenia ogólnego sędziów Sądu Najwyższego na 6-letnią kadencję z możliwością reelekcji. Kandydatem na prezesa może być każdy sędzia. W przypadku wyboru na prezesa sędziego spoza Sądu Najwyższego, ten razem z nominacją na prezesa otrzymuje powołanie na urząd sędziego Sądu Najwyższego. Po zakończeniu okresu pełnienia funkcji sędzia może pozostać w Sądzie Najwyższym, lub powrócić do sądu, w którym pracował w chwili wyboru na stanowisko prezesa. Prezes Sądu Najwyższego może przewodniczyć wszystkim składom sędziowskim, niezależnie od tego, przez który wydział sprawa jest prowadzona. Do jego kompetencji należy wydawanie decyzji umożliwiających kontrolę korespondencji oraz zakładanie podsłuchów i innego nadzoru i rejestracji telekomunikacji. Jest również odpowiedzialny za powoływanie tymczasowych prezesów sądów niższych instancji w przypadku jednoczesnym vacatu na stanowisku prezesa i wiceprezesa tego sądu.
| Prezesi Sądu Najwyższego (Predsedniki Vrhovnega sodišča) | Prezesi Sądu Najwyższego (Predsedniki Vrhovnega sodišča) | Prezesi Sądu Najwyższego (Predsedniki Vrhovnega sodišča) | Prezesi Sądu Najwyższego (Predsedniki Vrhovnega sodišča) | Prezesi Sądu Najwyższego (Predsedniki Vrhovnega sodišča)                      | Prezesi Sądu Najwyższego (Predsedniki Vrhovnega sodišča) |
| Lp.                                                      | Imię i nazwisko                                          | Okres pełnienia funkcji                                  | Okres pełnienia funkcji                                  | Uwagi                                                                         |                                                          |
| Lp.                                                      | Imię i nazwisko                                          | od                                                       | do                                                       | Uwagi                                                                         |                                                          |
| -------------------------------------------------------- | -------------------------------------------------------- | -------------------------------------------------------- | -------------------------------------------------------- | ----------------------------------------------------------------------------- | -------------------------------------------------------- |
| 1.                                                       | Francka Strmole - Hlastec                                | 25 czerwca 1991                                          | 1993                                                     | w latach 1981-1991 Prezes Sądu Najwyższego Socjalistycznej Republiki Słowenii |                                                          |
| 2.                                                       | dr Boris Strohsack                                       | 1993                                                     | 1995                                                     |                                                                               |                                                          |
| -                                                        | Tomislav Grgič                                           | 25 stycznia 1995                                         | 1 stycznia 1996                                          | jako Zastępca Prezesa Sądu Najwyższego                                        |                                                          |
| -                                                        | dr Janez Novak                                           | 1 stycznia 1996                                          | 1 stycznia 1997                                          | jako Zastępca Prezesa Sądu Najwyższego                                        |                                                          |
| -                                                        | Dušan Ogrizek                                            | 1 stycznia 1997                                          | 17 grudnia 1997                                          | jako Zastępca Prezesa Sądu Najwyższego                                        |                                                          |
| 3.                                                       | dr Mitja Deisinger                                       | 17 grudnia 1997                                          | 2003                                                     |                                                                               |                                                          |
| 4.                                                       | Franc Testen                                             | 27 lutego 2004                                           | 27 lutego 2010                                           |                                                                               |                                                          |
| -                                                        | Alenka Jelenc - Puklavec                                 | 27 lutego 2010                                           | 23 listopada 2010                                        | jako Tymczasowa Prezes Sądu Najwyższego                                       |                                                          |
| 5.                                                       | Branko Masleša                                           | 23 listopada 2010                                        | 23 listopada 2016                                        |                                                                               |                                                          |
| 6.                                                       | mag. Damijan Florjančič                                  | 14 lutego 2017                                           | nadal                                                    |                                                                               |                                                          |

### Zastępca prezesa
Zastępca Prezesa Sądu Najwyższego (podpredsednik Vrhovnega sodišča) wykonuje obowiązki i uprawnienia prezesa w przypadku jego nieobecności. Prezes Sądu Najwyższego może też delegować na swojego zastępcę część swoich uprawnień. Zastępca prezesa jest wybierany w ten sam sposób co prezes. 

### Sesja ogólna
Sesja Ogólna Sądu Najwyższego (občna seja Vrhovnega sodišča) składa się z wszystkich sędziów Sądu Najwyższego. Zwoływana jest przez Prezesa Sądu Najwyższego, a jej przebieg i tryb reguluje Regulamin Wewnętrzny. Sesja ogólna posiada kworum, gdy jest obecnych co najmniej 2/3 sędziów. By decyzja była uznana za podjętą musi za nią zagłosować zarówno ponad połowa wszystkich sędziów Sądu Najwyższego, jak i ponad połowa sędziów izby, w której obszarze znajduje się przedmiotowa kwestia. Sesja Ogólna uchwala również Regulamin Wewnętrzny większością 2/3 wszystkich sędziów. Jej decyzje są wiążące dla wszystkich składów orzekających Sądu Najwyższego i mogą być zmienione tylko przez sesję ogólną. Do kompetencji sesji ogólnej należy przyjmowanie zasadniczych opinii prawnych w kwestach istotnych dla jednolitego stosowania przepisów, opinii prawnych w sprawach orzecznictwa, opinii w sprawach ustawodawczych dotyczących sądownictwa, podejmuje również decyzje dotyczące sposobu monitorowania orzecznictwa.
Do kompetencji Sesji Ogólnej należy również wybór Tymczasowego Prezesa Sądu Najwyższego (začasni predsednik Vrhovnega sodišč) w przypadku, gdy zarówno stanowisko prezesa, jak i zastępcy prezesa pozostaje nieobsadzone. Tymczasowego prezesa wybiera się z grona sędziów Sądu Najwyższego.

### Rada osobowa
Rada Osobowa Sądu Najwyższego (personalni svet vrhovnega sodišča) składa się z Prezesa Sądu Najwyższego i pięciu członków wybranych spośród sędziów Sądu Najwyższego (w tym wyboru czterech dokonują sędziowie Sądu Najwyższego, a jednego sędziowie delegowani do Sądu Najwyższego, przy czym wybranym nie może zostać sędzia delegowany). W czasie nieobecności prezesa zastępuje go jego zastępca. Rada osobowa podejmuje decyzje większością głosów wszystkich członków. Wybiera spośród swoich członków przewodniczącego rady i jego zastępcę. Do kompetencji Rady Osobowej Sądu Najwyższego należy ocena pracy departamentów Sądu Najwyższego i sądów wyższych oraz rozpatrywanie odwołań od decyzji tych departamentów.

### Wydziały
W skład Sądu Najwyższego wchodzi sześć wydziałów :
- wydział karny (Kazenski oddelek),
- wydział cywilny (Civilni oddelek),
- wydział handlowy (Gospodarski oddelek),
- wydział pracy i ubezpieczeń społecznych (Delovni in socialni oddelek),
- wydział administracyjny (Upravni oddelek),
- wydział monitorowania orzecznictwa (Oddelek za spremljanje sodne prakse).

1 maja 2018 roku zmieniono nazwę dotychczasowego wydziału rejestrowego (Evidenčni oddelek) na wydział monitorowania orzecznictwa . 

### Sekretarz
Sekretarz Generalny Sądu Najwyższego (generalni sekretar Vrhovnega sodišča) jest funkcjonariuszem publicznym i w przeciwieństwie do sekretarzy sądów niższych instancji jego powołanie jest obligatoryjne. Sekretarz generalny w imieniu prezesa zarządza administracją sądu. Część jego obowiązków wykonuje sekretarz organizacyjny (organizacijski sekretar Vrhovnega sodišča) .

### Departamenty doradcze
W celu usprawnienia działalności Sądu Najwyższego powołane są Departamenty Doradcze Sądu Najwyższego (strokovne službe VSRS) :
- Departament PR (služba za odnose z javnostmi),
- Centrum informatyczne (center za informatiko),
- Departament finansów (finančna služba),
- Departament rozwoju administracji sądowej (služba za razvoj sodne uprave),
- Departament zarządzania projektami (služba za upravljanje projektov),
- Departament zamówień publicznych (služba za javna naročila).